# Christian Ehrenfried Weigel
Ej att förväxla med den svenske läkaren Christian Ehrenfried von Weigel (1776-1848), se Christian Ehrenfried von Weigel (läkare)
Christian Ehrenfried (von) Weigel, född 2 maj 1748 i Stralsund, död 8 augusti 1831 i Greifswald, var en tysk-svensk naturforskare.

## Biografi
Weigel studerade i Göttingen som lärjunge till Johann Christian Erxleben och blev medicine doktor där 1771. Han blev professor i kemi, farmaci, botanik och mineralogi vid Greifswalds universitet 1775. Han författade främst skrifter inom kemin, såsom Observationes chemicæ et mineralogicæ (två delar, 1771, 1773), Grundriss der reinen und angewandten Chemie (två delar, 1777), Anleitung zur allgemeinen Scheidekunst (1788-94) samt populära arbeten. Han översatte Antoine Laurent de Lavoisiers skrifter till tyska och fogade därtill Beiträge zur Geschichte der Luftarten (1784). Bland hans botaniska arbeten märks Flora pomerano-rugica (1769; supplement 1773). 
Weigel invaldes som utländsk ledamot av svenska Vetenskapsakademien 1792, blev kunglig svensk arkiater 1795 och adlades 1806 av av österrikiske kejsaren Frans II.
Auktorsnamnet Weigel kan användas för Christian Ehrenfried Weigel i samband med ett vetenskapligt namn inom botaniken; se Wikipediaartiklar som länkar till auktorsnamnet.